# Ixora biflora
Ixora biflora är en måreväxtart som beskrevs av Francis Raymond Fosberg. Ixora biflora ingår i släktet Ixora och familjen måreväxter. Inga underarter finns listade i Catalogue of Life.